# Глубокое (озеро, Карельский перешеек)
Глубо́кое (устар. фин. Muolaanjärvi — Муоланъярви) — крупнейшее озеро в центральной части Карельского перешейка. Находится в 2—3 км от Восточно-Выборгского шоссе. Площадь зеркала озера 37,9 км², площадь водосборного бассейна 213 км².
Относится к бассейну реки Вуоксы и соединяется с ним через ручей Лиетеоя, впадающий в озеро Большое Раковое, из которого вытекает река Булатная, впадающая в озеро Вуокса.
Высота над уровнем моря — 17,7 м. Имеет длину 12,5 км, ширину — 5,7 км.
На северном берегу озера, у небольшого посёлка Огоньки, находятся остатки старинного редута XVIII века Сувек-шанец. Он был построен при Петре I для защиты основных коммуникаций между Выборгом и Санкт-Петербургом. Возле посёлка Искра в те же года был возведён Мульский ретраншемент.
На восточном берегу озера до революции находилась дача основоположника российской ортопедии профессора Турнера (разрушена во время Великой Отечественной войны).
В районе озера проходила линия Маннергейма. С западной стороны в озеро впадает река Островянка.